# ماکوتراسی
ماکوتراسی (به چکی: Makotřasy) یک منطقهٔ مسکونی در جمهوری چک است که در شهرستان کلادنو واقع شده‌است.